# Naturschutzgebiet Elberskamp
Koordinaten: 51° 8′ 55″ N, 7° 57′ 6″ O

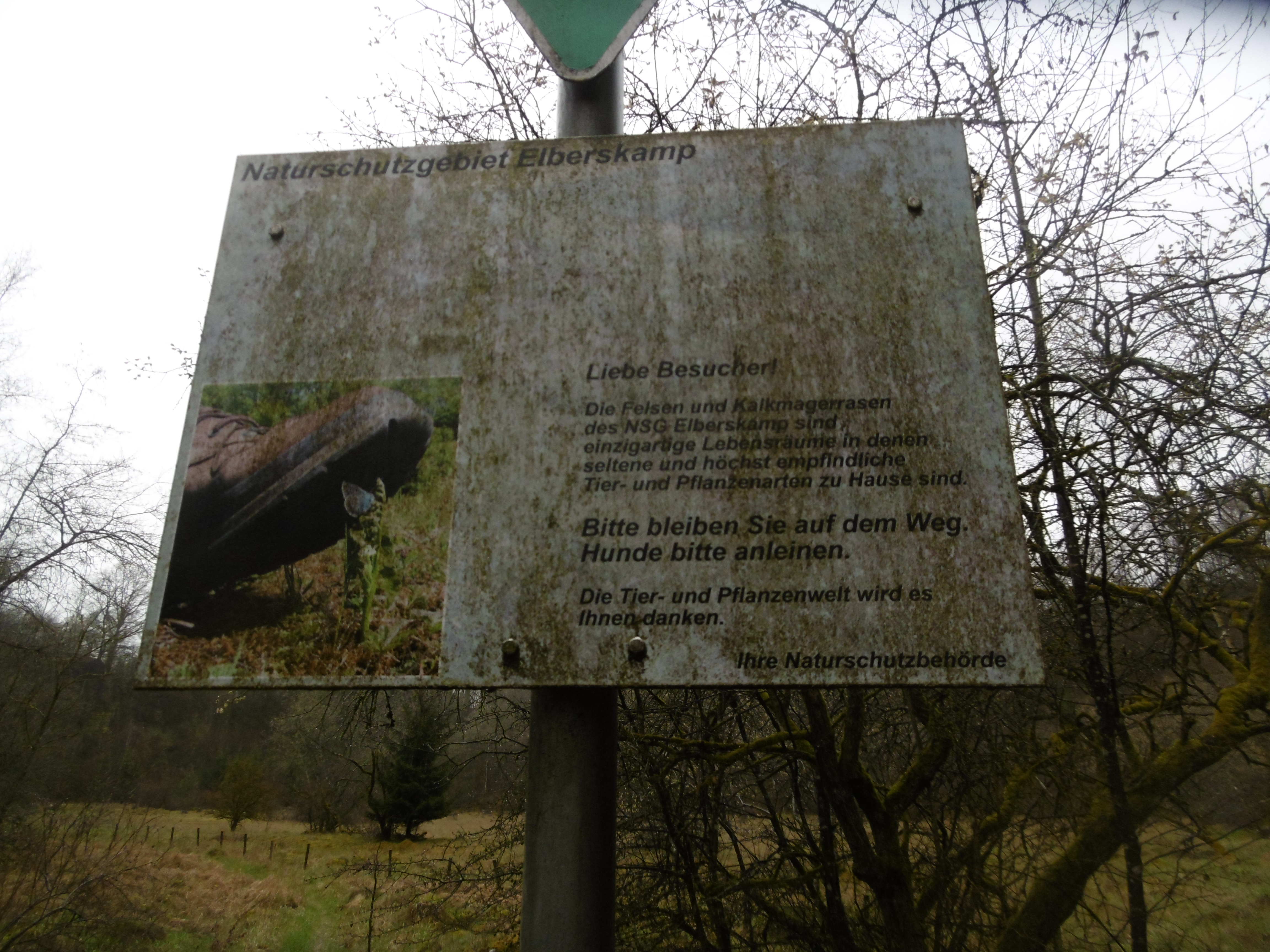
Schild im Naturschutzgebiet Elberskamp

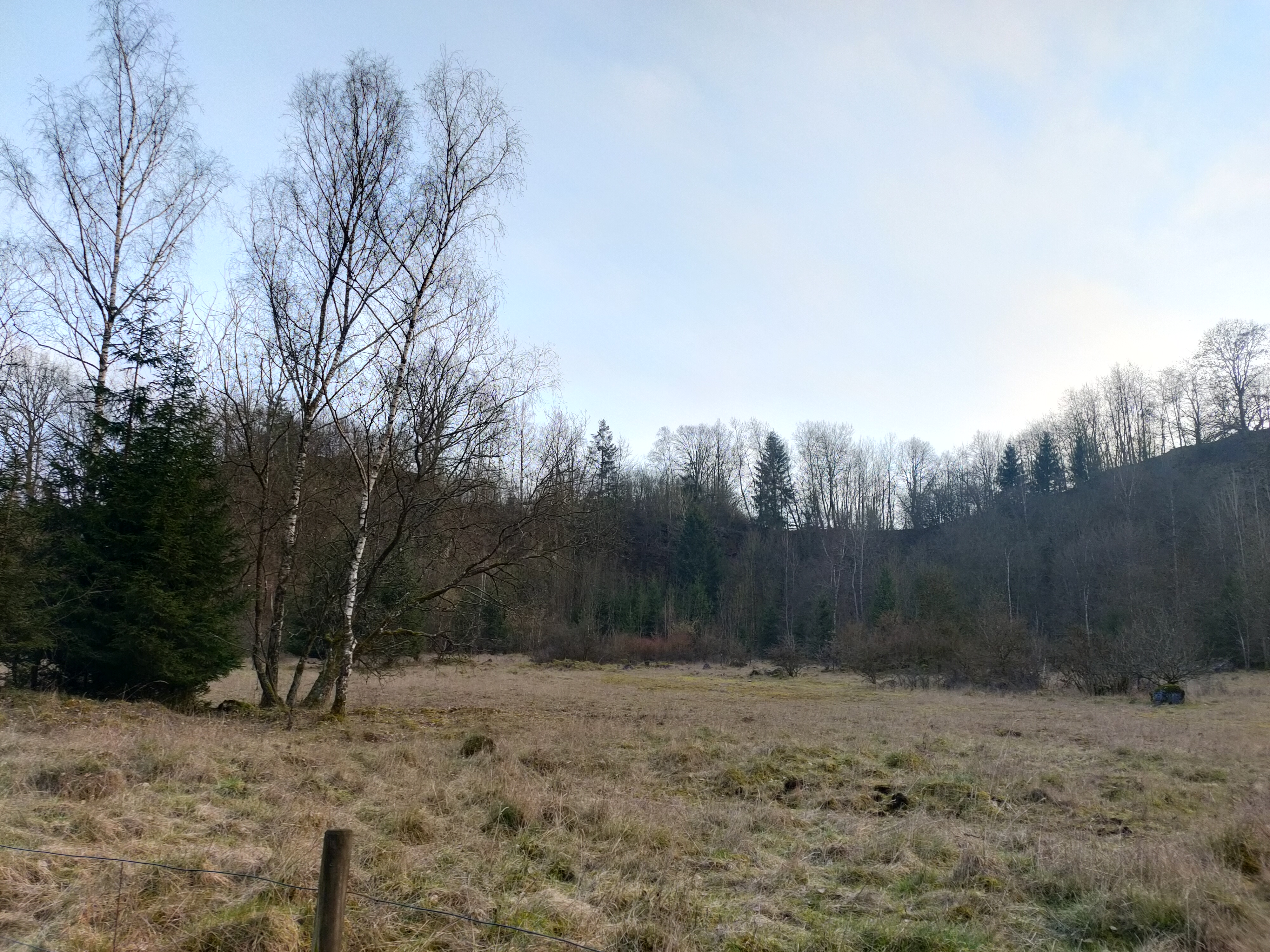
Naturschutzgebiet Elberskamp

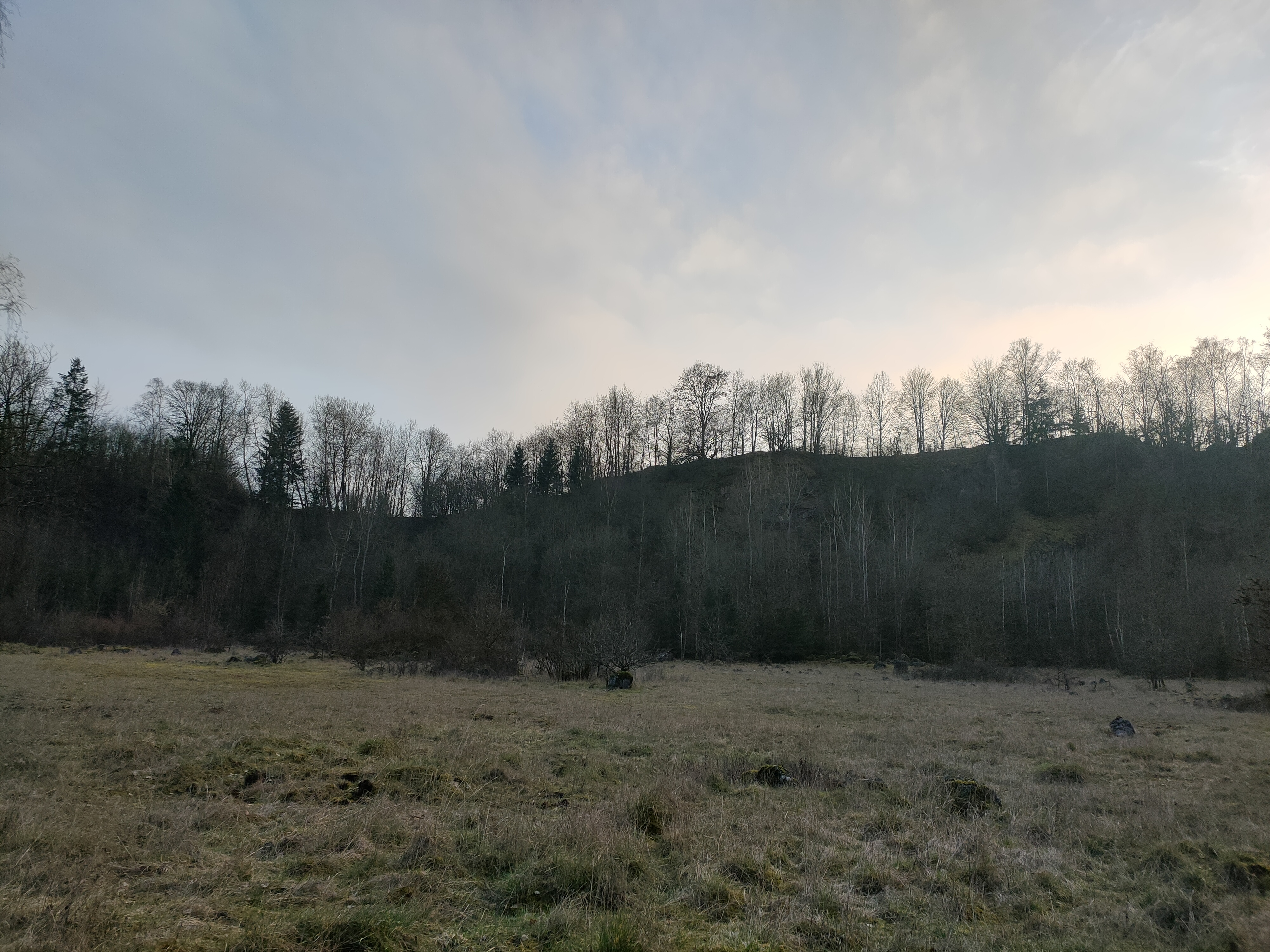
Vorne Kalkmagerrasen im Naturschutzgebiet Elberskamp

Elberskamp ist ein 9,64 ha großes Naturschutzgebiet (NSG) in der Gemeinde Finnentrop im Kreis Olpe in Nordrhein-Westfalen. Es liegt südwestlich des Finnentroper Ortsteils Heggen, südwestlich des Kernortes Finnentrop und nordwestlich der Bigge. Es wurde 1985 von der Bezirksregierung Arnsberg erstmals als NSG ausgewiesen. Mit dem Landschaftsplan Nr. 3 Attendorn–Heggen–Helden wurde das NSG 2006 erneut ausgewiesen und dabei um randliche Flächen vergrößert. Das NSG ist eine von zehn Teilflächen des Fauna-Flora-Habitat-Gebietes Kalkbuchenwälder, Kalkhalbtrockenrasen und -felsen südlich Finnentrop (DE-4813-301).

## Gebietsbeschreibung
Bei dem Gebiet handelt es sich um einen ehemaligen Steinbruch mit Kalk aus dem Devon mit einer Größe von 2,86 ha, ferner um Grünland und Wald am Ortsrand von Heggen. Der Steinbruch im südlichen Bereich des NSG hat vorwiegend östlich exponierte bis zu 20 m hohen Felswände. Die Felswände sind teilweise mit Gehölzen wie Birke, Salweide, Eschen und Farnen bewachsen. An der Oberkante des Steinbruches grenzt ein breiter Saum aus Birken und Salweiden den Bruch von der Umgebung ab. Auf der Steinbruchsohle befinden sich im westlichen Teil der Steinbruchsohle Felsblockfelder. Am Südrand der Steinbruchsohle befinden sich jüngere Schluchtwald-Bereiche auf dem dortigen Felsblockschutt. In der Mitte der Steinbruchsohle befindet sich ein Kalkmagerrasen. Auf diesem Kalkmagerrasen bzw. deren Initialstadien kommen zahlreiche sehr seltene Pflanzenarten vor. Die östliche Steinbruchsohle wurde mit gebietsfremden Grauerlen aufgeforstet unter der hauptsächlich Brennnesseln wachsen. Nördlich des Steinbruch befindet sich ein Felsbereich von 0,65 ha Größe mit mehreren östlich exponierten steil abfallenden Felsen. Die Felsen sind mit Farnen, Arten der Felsspaltenvegetation und Pioniergehölzen bewachsen. Nördlich der Felsen schließt sich ein artenreicher Kalkmagerrasen an. Neben den typischen Arten der Kalkmagerrasen kommen in zahlreich vorhandenen dolinenartigen Vertiefungen und Kuppen auch Arten wie Heidekraut und drei Ginsterarten vor. Der Englische Ginster hat hier seine südöstlichen Verbreitungsgrenze. Auch der Teufelsabbiss als Wechselfeuchtezeiger kommt in diesem Bereich vor. Im NSG befindet sich auf die zwei Bereiche aufgeteilt Kalkmagerrasen 2,35 ha Kalkmagerrasen der Ausprägung Enzian-Schillergrasrasen. Westlich des Kalkmagerrasen gibt es an einem Osthang brach gefallenes Magergrünland von 1,05 ha Größe, welches früher mit Schafen beweidet wurde. Nördlich des Magergrünland schließt sich ein kleiner ehemaliger Steinbruch mit bis zu 8 m hoher Felswand mit Pioniergehölzen an. Nach diesem Bruch folgt auf einer Felsrippe ein kleinflächiger Schluchtwald mit Linden und Hainbuchen. Im Schluchtwald wachsen zahlreiche Pflanzen von Manns-Knabenkraut und Schwalbenwurz. Die Schlucht- und Hangschuttwälder im Gebiet sind zusammen 1 ha groß.
Als einzige seltene Tierart wurde bisher die Weinbergschnecke nachgewiesen.

## Geplante Erweiterungsflächen
Im Fachinformationssystem des Landesamtes für Natur, Umwelt und Verbraucherschutz Nordrhein-Westfalen werden im Biotopkataster zwei Erweiterungsflächen für das NSG Elberskamp vorgeschlagen. Dabei handelt es sich um die Erweiterungsfläche am NSG Elberskamp (BK-4813-303) mit einer Größe von 0,17 ha östlich vom bestehenden NSG und das Feldgehölz und Halbtrockenrasen westlich des NSG-Elberskamp (BK-4813-209) mit einer Größe von 5,5 ha westlich vom NSG. Bei beiden Flächen handelt es sich wegen des Magergrünlands und des Kalkmagerrasens um gesetzlich geschützte Biotope nach § 62 des Landschaftsgesetzes Nordrhein-Westfalen.

## Klettergebiet Unterer Elberskamp
Am NSG Auf dem Hahne, welches nur ca. 100 m nordöstlich vom NSG Elberskamp liegt, befindet sich das Klettergebiet Unterer Elberskamp im dortigen ehemaligen Steinbruch. Als Klettergebiet Unterer Elberskamp werden die Felswände des ehemaligen Steinbruchs genutzt. Das NSG Auf dem Hahne beginnt nach den Kletterfelsbereich.